# 天津历史文化街区列表

天津历史文化街区是指经由天津市保存文物丰富、历史建筑集中成片并完整和真实地体现传统格局和历史风貌的区域。天津市在历经600多年的建城史和近代租界的城市发展之后，保留下一大批独具特色的建筑与街区。正是因为这些上百年的历史风貌建筑大部分得到了良好的保护，天津市的中心城区形成了包括法国、英国风格等在内的浓郁的异国风情以及民国时期的建筑风格，与中国其他城市具有截然不同的城市风情。

天津历史文化街区是天津作为国家历史文化名城的载体，延续着天津的建筑风格历史，传承着城市文脉，展现着天津城市历史发展过程中的一些断面。由于保护意识的滞后和保护管理的不到位，历史文化街区在自然侵蚀和大规模城市开发建设中正在加速损毁和消失。2011年，天津市首批公布了解放北路等13个历史文化街区保护规划，随后又新增泰安道一处。2015年4月，五大道历史文化街区入选住房城乡建设部、国家文物局公布的第一批中国历史文化街区。

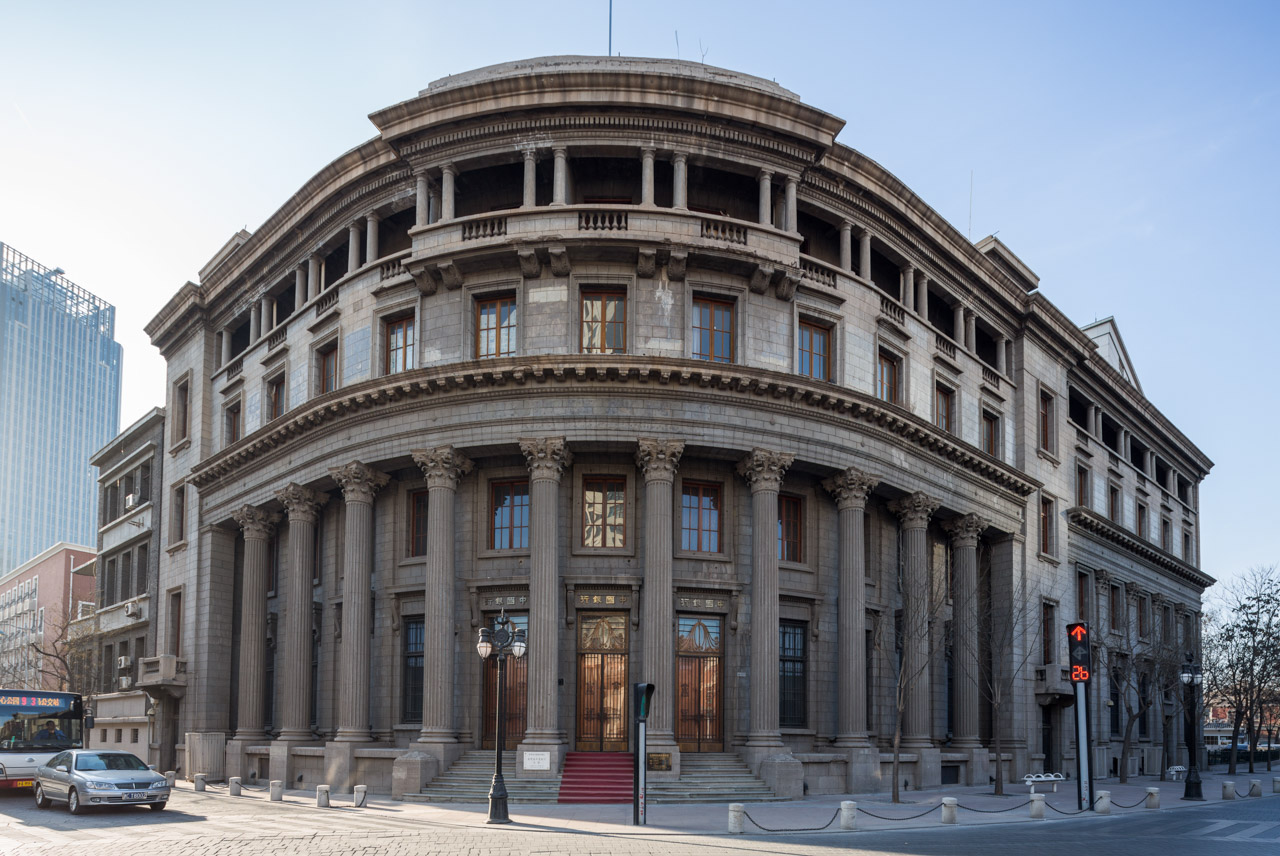
原中法工商银行大楼

## 概况
天津历史文化街区的保护规划由天津市规划局编制，具体包括解放北路、解放南路、海河、五大道、估衣街、老城厢、劝业场、中心花园、承德道、鞍山道等14处天津市重点历史文化街区，历史文化街区涵盖范围包括天津老城厢地区以及原天津租界地区以及贯穿天津市区的海河沿线。
天津市历史文化街区属于控制性详细规划，为街区的历史文化遗产和风貌的整体保护及规划建设管理提供依据。其规划依据为《中华人民共和国城乡规划法》（2008年）、《中华人民共和国文物保护法》（2002年）、《中华人民共和国文物保护法实施条例》（2003年）和《历史文化名城名镇名村保护条例》（2008年）等四项国家法律法规，以及《天津市城乡规划条例》（2010年）《天津市城市总体规划（2005-2020年）》《天津市中心城区主要河流、公园及历史保护区周边建筑高度控制导则》（2008年）等六项天津市地方性城市规划法律法规。2011年4月，天津市相关的13处历史文化街区保护规划在编制完成后，已经通过天津城市规划展览馆、天津市规划局网站和天津市主要报刊媒体等渠道向市民公示，此后，天津市公布新增了泰安道历史文化街区保护规划，共计14处天津市历史文化街区。2011年9月，天津市规划局为了规范编制各历史文化街区保护规划的内容、深度和成果要求，制定了《天津市历史文化街区保护规划编制技术标准》，现该技术标准已失效。
2015年4月，五大道历史文化街区入选住房城乡建设部、国家文物局公布的第一批中国历史文化街区，也是天津市唯一的国家级历史文化街区。
2019年11月，天津市规划和自然资源局公示的《天津市历史文化名城保护规划（2020-2035年）（征求意见稿）》第十七条明确，天津历史城区内划定老城厢、古文化街、估衣街、海河、一宫花园、鞍山道、赤峰道、劝业场、中心花园、承德道、解放北路、解放南路、泰安道、五大道14片历史文化街区。同时，将中山路、哈密道、八纬路、大直沽等4片历史建筑较为集中，在建筑风格、路网格局、空间形态等方面能体现出天津某一历史时期地域文化特点，但历史风貌不是特别完整的历史地段划定为历史文化特色风貌片区进行保护，在条件成熟时可以纳入历史文化街区进行保护。

## 列表
| 名称                 | 年代   | 位置范围 | 著名建筑                               | 定位                                                                     | 旧照 | 近照 | 注释        |
| -------------------- | ------ | --- | -------------------------------------- | ------------------------------------------------------------------------ | ---- | ---- | ----------- |
| 解放北路历史文化街区 | 1860年 | 张自忠路、台儿庄路、保定道、大沽北路、营口道、吉林路合围区域                                                                         | 利顺德大饭店 中法工商银行 大清邮政津局 | 以西洋古典风格为特色的天津近代金融办公建筑集中区                         |      |      | [ 6 ]       |
| 解放南路历史文化街区 | 1895年 | 曲阜道、台儿庄路、琼州道、福建路、绍兴道、解放南路、解放北路合围区域，原为天津德租界                                                 | 东光大楼 德国俱乐部 吴毓麟旧宅         | 以德式风格建筑为主要特色的多功能综合街区                                 |      |      | [ 7 ]       |
| 海河历史文化街区     | 元代   | 北至永乐桥，南至刘庄桥的海河两岸 | 解放桥 金汤桥 大陆银行仓库             | 展示城市历史文化底蕴和大都市魅力的文化景观走廊                           |      |      | [ 8 ]       |
| 五大道历史文化街区   | 1903年 | 成都道以南，马场道以北，西康路以东马场道与南京路交口以西的合围区域，原为天津英租界扩展界                                             | 英国公学 颜惠庆故居 工商学院主楼       | “天津小洋楼”最集中的历史文化街区                                         |      |      | [ 1 ] [ 9 ] |
| 一宫花园历史文化街区 | 1902年 | 东至五经路，南至博爱道，西至海河东路，北至建国道、胜利路和兴隆街，原为天津意租界                                                     | 意大利兵营 原回力球馆 马可波罗广场     | 以文化展示和休闲商业为主导的混合型历史文化街区                           |      |      | [ 10 ]      |
| 老城厢历史文化街区   | 1404年 | 北城街、东马路、东门内大街、城厢东路、南城街、城厢西路合围区域，原为天津老城                                                         | 鼓楼 文庙 广东会馆                     | 以中国北方传统城市格局为典型特征的商住综合街区                           |      |      | [ 11 ]      |
| 劝业场历史文化街区   | 1926年 | 兴安路、哈尔滨道、辽宁路、长春道、和平路、原浙江兴业银行界线、滨江道合围区域，原为天津法租界                                         | 劝业场 惠中饭店 浙江兴业银行           | 以天津近代商业建筑群为特色的城市中心商业文化街区                         |      |      | [ 12 ]      |
| 中心花园历史文化街区 | 1917年 | 和平路、营口道、新华路、哈尔滨道合围区域，原为天津法租界                                                                             | 李吉甫旧宅 吉鸿昌旧居 久大精盐公司     | 以放射状路网格局及花园别墅为典型特征的、具有法式风貌特征的商业文化街区。 |      |      | [ 13 ]      |
| 承德道历史文化街区   | 1886年 | 哈尔滨道、吉林路、营口道、和平路合围区域，原为天津法租界                                                                             | 崇德堂 法国公议局 法国领事馆           | 以承德道为重要轴线、以法式建筑为特色的多功能综合街区                     |      |      | [ 14 ]      |
| 鞍山道历史文化街区   | 1903年 | 新华路、四平东道、 南京路、万全道、陕西路、多伦道合围区域，原为天津日租界                                                            | 静园 张园 武德殿                       | 以“窄街巷、密路网”街巷格局及历史性居住建筑为典型特征的商住综合街区       |      |      | [ 15 ]      |
| 估衣街历史文化街区   | 元代   | 东至大胡同，南到北马路，西至北门外大街，北至估衣街北侧22米、宏济里北通道北侧12米并包括文物保护单位谦祥益，原为天津老城北侧的历史街区 | 谦祥益绸布店 瑞蚨祥绸布店              | 天津独特的商业文化街区                                                   |      |      | [ 16 ]      |
| 古文化街历史文化街区 | 元代   | 东至张自忠路、南至水阁大街、西至东马路、北至通北路，原为天津老城与海河之间的历史街区                                                 | 天后宫 通庆里 玉皇阁                   | 体现天津传统文化特色的历史街区                                           |      |      | [ 17 ]      |
| 赤峰道历史文化街区   | 1886年 | 新华路、营口道、南京路、哈尔滨道合围区域，原为天津法租界                                                                             | 渤海大楼 国民饭店 盐业银行旧址         | 以历史名人故居为典型代表的天津近代生活街区                               |      |      | [ 18 ]      |
| 泰安道历史文化街区   | 1929年 | 保定道、台儿庄路、曲阜道、南京路、新华路合围区域，原为天津英租界                                                                     | 纳森旧居 天津诸圣堂 原开滦矿务局大楼   | 具有较高历史和社会文化价值及艺术价值的多元交汇的混合街区                 |      |      | [ 19 ]      |

## 学术研究
天津历史文化街区已经成为建筑学、环境设计、地域文化、美学教育实践等领域的研究课题。2006年9月，天津市城市规划设计研究院王涓等人在广州举办的中国规划年会发表论文，以天津市五大道历史街区整修规划为例阐释了历史街区整修规划的研究与应用。2015年9月，北京清华同衡规划设计研究院胡笳在贵阳举办的中国规划年会发表论文，以天津市五大道历史街区综合安全防控为例，阐释了历史街区灾害安全防护方法策略。2015年12月，天津市建筑设计院沈文涛等以天津市海河历史文化街区保护为例撰文阐释整合性城市设计视角下的历史文化街区保护。天津美术学院王莎撰文指出将历史文化街区资源融入美术院校学生的社会实践，有助于提升学术院校学生的社会实践能力、促进其就业发展。

## 争议
天津历史文化街区保护规划的解释权原属于天津市规划局，现隶属于天津市规划和自然资源局。但是，天津市城乡建设和交通委员会为了城市建设和房地产开发的需要将要开发的地块上的建筑拆除。此外，历史文化街区内因事故而被破坏的风貌建筑难以根据保护规划追究责任，如因地铁三号线建设而倒塌的DD饭店。